# Rhythmic Toy World
Rhythmic Toy World（リズミックトイワールド）は、日本のオルタナティヴ・ロックバンド。
所属事務所はTeamぶっちぎり、所属レーベルはSTROKE RECORDS。略称は「RTW」や「リズミック」。

## メンバー

### 現メンバー
- 内田 直孝（1988年7月27日 - ）：ボーカル、ギター担当
  - 三重県名張市出身[1][2]。明治大学情報コミュニケーション学部卒[3]。
- 岸 明平（1987年5月1日 - ）：ギター・コーラス担当
  - 埼玉県狭山市出身[2][4]。中央大学中退[4]。
- 須藤 憲太郎（1987年5月27日 - ）：ベース・コーラス担当
  - 埼玉県狭山市出身[2][5]。明治大学卒[5]
- 佐藤ユウスケ（1986年9月5日 - ）：ドラム担当

### 旧メンバー
- 古川慧（生年月日不明）：ドラムス担当
- 磯村 貴宏（1986年12月8日 - ）：ドラムス・コーラス担当
  - 神奈川県平塚市出身[2]。東京工学院専門学校ミュージック科卒[6]。

## 来歴
2009年11月に須藤憲太郎（ベース）が幼馴染である岸明平（ギター）と同じ大学の内田直孝（ボーカル）を誘い結成し、2010年8月に1stデモ「LOST」を会場販売限定で発売する。9月には古川慧（ドラム）が脱退し、磯村貴宏（ドラム）が加入した。
2012年4月に1stデモ・ミニアルバム『GPS』を発売し、リリースツアーを開催する。ツアーには当時から親交のあるKANA-BOONや、THE ORAL CIGARETTESが出演した。7月に1stデモ・シングル「終末のカンヴァセーション」を会場限定で発売。ロッキング・オン主催のアマチュア・アーティストのコンテスト「RO69JACK 2012」にて入賞する。
2013年よりインディーズ・レーベルSTROKE RECORDSと契約。以降Parking OutのSHO-TAがプロデュースを務め、事務所も同社内「Teamぶっちぎり」に所属する。4月に初の全国流通盤となる1stミニアルバム『軌道上に不備は無し』を発売した。ラジオ日本「ROCK RUSH RADIO」のオープニングテーマ曲として「新しい風景」がタイアップされる。4月20日には初のワンマン公演を渋谷CLUB CRAWLにて開催する。第一興商による2013年5月度のD-Push!アーティストに決定し、カラオケ曲間番組「DAMチャンネル」D-PUSH!コーナーに出演した。5月24日に初企画@新宿Marble（w/KANA-BOON、KIDS、ソライアオ）を開催する。11月13日に2ndミニアルバム『オリンポスノフモトニテ』を発売し、発売に先駆けて9月6日にバンド業界では初となる先行試聴会を渋谷 CLUB CRAWLで開催した。11月22日には発売を記念し、ビッグエコー下北沢駅前店限定で「Rhythmic Toy World×ビッグエコー」コラボキャンペーンを開催する。
2014年3月23日に3rdミニアルバム『XNADIZM』の発売に先駆けて先行試聴会@渋谷CLUB CRAWLを開催し、4月に東名阪仙2マンツアー『パラノイアツアー』を行った。7月1日から3日までフランスで開催された「Japan Expo 2014」に出演し、イベント初日と3日目のトリを務める。9月25日からレコ発ツアーを開始し、10月18日に代官山UNITでツアーファイナルワンマンを開催する。
2015年1月に1stシングル「いろはにほへと / Me:Light」を発売し、発売に先駆けて前年12月6日に150名限定先行視聴会@渋谷CLUB CRAWLを開催する。また、「いろはにほへと」がテレビ東京系「ゴッドタン」のエンディングテーマ（1月〜3月クール）としてタイアップされた。第一興商によるD-Push!アーティスト（2015年1月度）に2度目の選出を果たす。4月8日には1stフルアルバム『BUFFeT』を発売し、発売に先駆けて2月に初の全国5都市に規模を拡大した先行試聴会を開催する。
2018年1月にツアーファイナルを行った渋谷TSUTAYA O-EASTにて、春にビクターエンタテインメントからメジャー・デビューすることを発表し、4月25日にメジャー・デビュー・フルアルバム『SHOT』を発売した。
2021年3月21日にツアー「DRAMA」をもって磯村貴宏（ドラム）の「永遠の活動休止」（事実上の脱退）ならびに、3人態勢での活動継続が発表された。
バンド結成13周年を迎えた2022年11月9日に佐藤ユウスケ（ドラム）の正式加入を発表した。

## ディスコグラフィ

### 配信限定シングル
| 発売日         | タイトル                | レーベル        | 収録アルバム   |
| -------------- | ----------------------- | --------------- | -------------- |
| 2020年4月1日   | 絶対領域                | BIG HIT COMPANY | EFFECT         |
| 2020年6月1日   | VITE                    | BIG HIT COMPANY | EFFECT         |
| 2020年7月1日   | HAME                    | BIG HIT COMPANY | EFFECT         |
| 2020年8月1日   | CTOC                    | BIG HIT COMPANY | EFFECT         |
| 2020年11月28日 | 犀日                    | BIG HIT COMPANY | EFFECT         |
| 2022年1月31日  | 青と踊れ                | STROKE RECORDS  | ココロートの種 |
| 2022年11月10日 | 青炎                    | STROKE RECORDS  |                |
| 2022年12月2日  | ニジラルド / チャンダン | STROKE RECORDS  |                |
| 2023年7月19日  | CHAMPION ROAD           | STROKE RECORDS  |                |
| 2023年11月10日 | 命の絵                  | STROKE RECORDS  |                |

### 会場限定CD
| タイトル     | 規格 | 備考                                                                                                   |
| ------------ | ---- | --- |
| ヒトノカケラ | CD   | 2018年10月29日に開催された「SHOOTING TOUR FINAL」@Zepp DiverCity公演では、来場者全員へ無料配布された。 |

### 映像作品
|     | 発売日        | タイトル                                                                    | 収録内容                                                                        | 規格 | 規格品番                        | 備考             |
| --- | ------------- | --------------------------------------------------------------------------- | ------------------------------------------------------------------------------- | ---- | ------------------------------- | ---------------- |
| 1st | 2017年1月25日 | 「HEY!」が「HEY!」をして「HEY!」となるLIVE DVD 〜咲かせ赤坂、さらば三つ編み | 「HEY!」の「HEY!」による「HEY!」の為のツアーファイナル 2016年10月21日@赤坂BLITZ | DVD  | 初回盤:STR-1041 通常盤:STR-1042 | オリコン最高44位 |

### V.A
- V.A「あっ、良い音楽ここにあります。その参」（2013年3月） -  グッドモーニングアメリカが企画
- V.A「JACKMAN RECORDS COMPILATION ALBUM Vol.7 『RO69JACK 2012』」（2013年6月）
- V.A「ツタロックdig2」（2014年7月）

### 楽曲提供
- step on beat（スマホアプリゲーム「スターリィパレット」の楽曲、2018年） - 作詞担当

## タイアップ一覧
| 使用年 | 曲名                                   | タイアップ |
| ------ | -------------------------------------- | --- |
| 2014年 | 五月雨と共に                           | テレ玉『ごごたま』7月度エンディングテーマ                                                                      |
| 2015年 | いろはにほへと                         | テレビ東京系『ゴッドタン』1月〜3月度エンディングテーマ                                                         |
| 2015年 | 輝きだす                               | 森永製菓「DARS」CMソング                                                                                       |
| 2016年 | Dear Mr.FOOL                           | テレビ東京系『ゴッドタン』7月期エンディングテーマ                                                              |
| 2016年 | あの日見た青空はきっと今日に続いている | 映画『何者』劇中曲                                                                                             |
| 2016年 | W.W                                    | フジテレビ系バラエティ『プレミアの巣窟』番組内使用楽曲                                                         |
| 2016年 | あなたに出会えて                       | アパレルブランド「JUNRed」MV&店頭展開コラボ                                                                    |
| 2017年 | 僕の声                                 | テレビ東京系アニメ『弱虫ペダル GLORY LINE』オープニングテーマ                                                  |
| 2019年 | 僕の声                                 | テレ玉『LIONS CHANNEL』ダイジェストテーマ                                                                      |
| 2020年 | 絶対領域                               | ピッコマ「俺だけレベルアップな件」篇CMソング                                                                   |
| 2020年 | 犀日                                   | テレビ東京『プレミアMelodiX!』12月度エンディングテーマ                                                         |
| 2022年 | 青と踊れ                               | テレビ朝日系『musicる TV』2月度オープニングテーマ                                                              |
| 2022年 | 青と踊れ                               | KBS京都『京スポ』2月度エンディングテーマ                                                                       |
| 2022年 | 青炎                                   | 大塚製薬「ポカリスエット」コラボショートムービー『絶対王者・青森山田を倒す－八戸学院野辺地西サッカー部の挑戦』 |
| 2022年 | ニジラルド                             | YouTubeチャンネル『【公式】ポケモンカードチャンネル』オープニングテーマ                                        |
| 2022年 | チャンダン                             | YouTubeチャンネル『【公式】ポケモンカードチャンネル』エンディングテーマ                                        |
| 2023年 | CHAMPION ROAD                          | ポケモンカードゲームPV『CHAMPION ROAD』書き下ろし楽曲                                                          |
| 2023年 | VITE                                   | 広島テレビ『進め!スポーツ元気丸』メインテーマ                                                                  |

## ミュージックビデオ
| 監督           | 曲名 |
| -------------- | --- |
| 畳谷哲也       | 「新しい風景」 |
| 鈴木新吾       | 「光と闇と、その目とその手」「とおりゃんせ」「波紋シンドローム」 「いろはにほへと」「ファーストコール」「僕の声」 |
| 池田圭         | 「描いた日々に」「輝きだす」「Team B」                                                                            |
| やましたことえ | 「五月雨と共に」                                                                                                  |
| 井上卓         | 「JIGOKU」 |
| maxilla        | 「Dear Mr.FOOL」                                                                                                  |
| 大野敏嗣       | 「あなたに出会えて」                                                                                              |
| 勝見拓矢       | 「さなぎ(想像力の最前線Ver.)」                                                                                    |
| その他         | 「リバナ」 |

## 主なライブ・イベント
- YOYOGI Seesaw Festival 2011（2011年9月11日）
- 「東京天狗2012 決勝」@Zepp Tokyo（2012年3月）
- MURO FESTIVAL 2012 "EXTRA"（2012年7月23日）
- YOYOGI Seesaw Festival 2012（2012年10月8日）
- Crest YEAR END PARTY 2012 Special 4DAYS!（2012年12月31日）
- レコ発ワンマン@渋谷 CLUB CRAWL（2013年4月20日）
- 初企画@新宿Marble（2013年5月24日）
- 「あっ、良いライブここにあります。2013」@渋谷O-EAST（2013年6月30日）
- ツアーファイナルワンマン@渋谷 O-Crest（2013年8月10日）
- 「MUSIC CITY TENJIN 2013 LIVE CIRCUIT」（2013年9月29日）
- 「MINAMI WHEEL 2013」（2013年10月13日）
- 「小田原イズム2013」（2013年11月2日）
- 初の全国ツアー開催。全国25箇所（2013年11月24日 - ）
- ツアーファイナルワンマン@代官山 UNIT（2014年2月15日）
- 『音流大演会 2014〜Spring Festival〜寄ってけ渋谷店!』@渋谷O-EAST（2014年3月21日）
- 『OTOEMON FESTA 2014』（2014年3月22日）
- 東名阪仙2マンツアー「パラノイアツアー」（2014年4月、東京出演 / MAGIC OF LiFE、大阪名古屋出演 / BYEE the ROUND、仙台出演 / 雨ニモ負ケズ）
- Niigata Rainbow ROCK Market 2014（2014年5月4日）
- 「RUSH BALL☆R 2014」@大阪城音楽堂（2014年5月10日）
- エミオ所沢「とこてらす」(所沢駅構内)アコースティックライブ（2014年6月22日）
- 新宿Marble presents 「新宿マーブルチョコレイト vol.10」 〜Marble 10th ANNIVERSARY FINAL〜@渋谷CLUB QUATTRO（2014年6月30日）
- 「Japan Expo 2014」（2014年7月1日・3日）
- 「MURO FESTIVAL2014」（2014年7月27日）
- 「TREASURE05X 2014 〜summer triangle〜」（2014年8月17日）
- レコ発ツアーワンマン@大阪 LIVE SQUARE 2nd LINE（2014年9月25日）
- レコ発ツアーワンマン@名古屋APOLLO BASE（2014年9月27日）
- ツアーファイナルワンマン@代官山UNIT（2014年10月18日）
- グッドモーニングアメリカ企画フェス「あっ、いいライブここにあります。その四」@大阪BIG CAT（2014年11月15日）
- 水曜日のカンパネラ全国ツアー 平成26年度鬼退治行脚!（2014年11月25日）
- T.W.I.M 企画「new T.W.I.M BOMB NIGHT vol.17」@名古屋ダイアモンドホール（2014年12月29日）
- O-Crest YEAR END PARTY 2014 Special 3DAYS!（2014年12月30日）
- Rhythmic Toy World 東名阪ワンマンツアー『ビビで、バビで、ブーなワンマンツアー』（2015年2月）
- 「JAPAN'S NEXT vol.7」[39]（2015年3月7日）
- 「TENJIN ONTAQ 天神音たく」（2015年3月14日）
- TOWER RECORDS広島店 presents 「タワヒロは見たVol.4」（2015年4月10日）
- 「Don't Stop Music Fes.栃木」（2015年4月19日）
- 「I ROCKS 2015 stand by LACCO TOWER [盟友編]」（2015年4月26日）
- Rhythmic Toy World 「お残しは許しまへんでーっ!ツアー 〜対バンコース〜」（2015年5月2日〜8月21日）
- 04 Limited Sazabys「CAVU tour 2015」（2015年5月6日）
- 「RUSH BALL☆R 2015」（2015年5月9日）
- SUPER BEAVER「愛する」Release Tour 2015 〜愛とラクダ、10周年ふりかけ〜（2015年5月23日〜24日）
- 「SAKAE SP-RING 2015」（2015年6月6日）
- 「FREEDOM NAGOYA'2015」（2015年6月28日）
- 「見放題2015」（2015年7月4日）
- ircle New Single 『風の中で君を見たんだ』リリースツアー「リバーストで君が見たんだ」（2015年7月7日）
- MAGIC OF LiFE×Rhythmic Toy World「真夏のサンタクロース～GIFT MEN～」（2015年7月10日〜22日）
- 「MURO FESTIVAL 2015」（2015年7月26日）
- 「ROCK IN JAPAN FESTIVAL 2015」（2015年8月2日）
- 「TREASURE05X 2015」（2015年8月23日）
- 「RUSH BALL 2015」（2015年8月29日）
- Rhythmic Toy World「お残しは許しまへんでーっ!ツアー 〜ワンマンコース〜」（2015年8月31日〜9月26日）
- 「MINAMI WHEEL 2015」（2015年10月10日）
- LACCO TOWER 非幸福論リリースツアー "感幸旅行"（2015年10月17日）
- TOTALFAT「COME TOGETHER, SING WITH US Tour 2015」（2015年11月7日・8日）
- 「RAD ROCK RIOT"WINTER SPECIAL"」（2015年11月19日）
- 「RB NATION 2015 -梅田Zeela 2nd Anniversary-」（2015年11月24日）
- 「MERRY ROCK PARADE 2015」（2015年12月20日）
- 「COUNTDOWN JAPAN 15/16」（2015年12月28日）
- Rhythmic Toy World「俺らに触れたら溶けちゃうぜツアー」（2016年1月 - ）
- 「JAPAN’S NEXT」（2016年3月）
- 「ONTAQ 2016」（2016年3月）
- 九州ツアー「FACE IT!!」（2016年3月）
- 「ニューロック計画 2017」（2016年4月）
- 「YON FES 2016」（2016年4月）
- 「haruberrylive2016」（2016年4月）
- 「I ROCKS 2016」（2016年5月1日）
- 「Don’t Stop Music Fes.TOCHIGI 2016」（2016年5月1日）
- 「Mujack Dream Land 2016」（2016年5月）
- 「802RADIO MASTERS SPECIAL LIVE DARS SWEET EMOTION」（2016年5月）
- 「SAKAE SP-RING 2016」（2016年6月）
- 「FREEDOM NAGOYA2016」（2016年6月）
- Rhythmic Toy World『「HEY!」の「HEY!」による「HEY!」の為のツアー』（2016年7月 - ）
- 「RO69JACK 2016 SUMMER FINAL」（2016年7月）
- 「MURO FESTIVAL 2016」（2016年7月）
- 「ROCK IN JAPAN FESTOVAL 2016」（2016年8月）
- 「TRIANGLE’16」（2016年8月）
- 「TOKYO CALLING 2016」（2016年9月）
- 「MINAMI WHEEL 2016」（2016年10月）
- 「愛媛無双 2016」（2016年10月）
- 「八王子天狗祭 2016」（2016年11月）
- 「MITO GROOVIN’2016」（2016年11月）
- Rhythmic Toy World「Rhythmic Toy World大感謝祭!」＠渋谷CLUB CRAWL（2016年11月）
- 「new T.W.I.M BOMB NIGHT vol.21 2016 Final」（2016年12月）
- 「MERRY ROCK PARADE 2016」（2016年12月）
- 「COUNT DOWN JAPAN 16/17 」（2016年12月）
- Rhythmic Toy World ツーマンイベント「ライブ三昧はっけよい、骨の髄までいっちゃって!汗と涙の10本勝負!!」（2017年3月）
- 「ONTAQ 2017」（2017年3月）
- 九州ツアー「FACE IT!!」（2017年3月）
- 「SANUKI ROCK COLOSSEUM 2017」（2017年3月）
- 「I ROCKS 2017」（2017年4月）
- 「Don’t Stop Music Fes.TOCHIGI 2017」（2017年4月）
- Rhythmic Toy World「超・リズミック祭2017」（2017年5月 - ）
- 「NIIGATA RAINBOW ROCK」（2017年5月）
- 「COMIN’KOBE’17 」（2017年5月）
- 「Mujack Dream Land 2017」（2017年5月）
- 「百万石音楽祭2017～ミリオンロックフェスティバル～」（2017年6月）
- 「ネコフェス 2017」（2017年6月）
- 「MURO FES 2017」（2017年7月）
- 「Doors #2」＠仙台PIT（2017年7月）
- 「ROCK IN JAPAN FESTIVAL 2017」（2017年8月）
- 「少年少女秘密基地 2017」（2017年8月）
- 「TREASURE05X 2017」（2017年8月）
- Rhythmic Toy World「転生？なにそれ美味しいの？ツアー」全国18都市 ツアーファイナル：TSUTAYA O-EAST（2017年9月）
- 「小田原イズム 2017」（2017年9月）
- 「愛媛無双2017」（2017年10月）
- 「八王子天狗祭 2017」（2017年11月）
- 「MERRY ROCK PARADE 2017」（2017年12月）
- 「COUNTDOWN JAPAN 17/18」（2017年12月）
- 「MUSIC GOLD RUSH」（2018年2月）
- 「DISK GARAGE MUSIC MONSTERS -2018 winter-」（2018年2月）
- 「見放題東京2018」（2018年3月）
- Rhythmic Toy World 東名阪ワンマンツアー「Rhythmic Toy World × 弱虫ペダル ～『弱虫ペダル GLORY LINE』OPテーマ「僕の声」リリースツアー～」（2018年3月 - 、東京 / 下北沢GARDEN、名古屋 / APOLLO BASE、大阪 / 梅田Shangri-La）
- Rhythmic Toy World 先行試聴会「Rhythmic Toy World × 劇団リズミック」＠渋谷CLUB CRAWL（2018年4月）
- Rhythmic Toy World「今日から生まれ変わる僕らにハロー」＠渋谷CLUB CRAWL（2018年4月24日）インディーズラストライブ&メジャーカウントダウンイベント
- Rhythmic Toy World「SHOOTING TOUR」ツアーファイナル：Zepp DiverCity（2018年5月 - ）
- BLACK SHEEP RECORDSツアー「We are here!」（2018年6月）
- 「MURO FESTIVAL 2018」（2018年7月）
- 「ROCK IN JAPAN FESTIVAL 2018」（2018年8月）
- 「TREASURE05X」蒲郡ラグーナビーチ （2018年9月）
- MAN WITH A MISSION ツアー「Chasing the Horizon Tour 2018」（2018年10月）